# Гянджинський міський стадіон
«Гянджинський міський стадіон» (азерб. Gəncə şəhər mərkəzi stadionu) — головний стадіон міста Гянджа, а також другий за місткістю стадіон в Азербайджані, відкритий в 1959 році. Домашня арена футбольного клубу «Кяпаз», який виступає в Першому дивізіоні Азербайджану.

## Історія
Побудований в 1959 році. Гянджинський міський стадіон — центральним міським стадіон, вміщує 26 120 глядачів. Домашня арена для одного з найтитулованіших клубів Азербайджану — ФК «Кяпаз», який тричі в 1995, 1998 і 1999 роках ставав чемпіоном Республіки та чотири рази — в 1994, 1997, 1998 і 2000 роках вигравав Кубок Азербайджану.

## Реконструкція
Декілька разів робилися спроби реконструкції та ремонту занедбаного стадіону, проте кожного разу, розпочаті роботи не доводилися до кінця.
У листопаді 2011 року президент АФФА Ровнаг Абдуллаєв заявив, що готується план реконструкції Гянджинського стадіону, по завершенні якого, у 2012 році почнуться необхідні роботи.
Ще одна спроба була зроблена за дорученням президента АФФА Ровнага Абдуллаєва у 2013 році. За словами генерального секретаря АФФА Ельхана Мамедова, в серпні 2013 року повинні були розпочатися ремонтні роботи, які передбачалося завершити в найкоротші терміни, проте ніяких конкретних кроків так і не було здійснено.
Влітку 2017 року проводилися ремонтні роботи на стадіоні, які закінчились у жовтні 2017 року.

## Адреса
Стадіон розташований в Гянджі, за адресою: проспект Ататюрка, AZ2012.